# Corruzione (romanzo)
Corruzione è un romanzo dello scrittore statunitense Don Winslow, pubblicato in lingua originale nel 2017 e tradotto in italiano nello stesso anno da Einaudi.
La vicenda è ambientata a New York tra il 2015 e il 2016 ed è incentrata sulla fitta e apparentemente inestricabile rete di corruzione, conflitti di interesse e complicità insospettabili che avvelena le radici dalle quali si alimenta la Grande Mela. 
L'amministrazione comunale, il corpo di polizia, gli immobiliaristi multimilionari, i procuratori distrettuali, gli avvocati di successo, la vecchia mafia italoamericana, i narcotrafficanti afroamericani di Harlem, l'emergente malavita dominicana, alleata naturale di quella messicana e portoricana per affinità di lingua e cultura: il gioco delle parti tra tutori della legge e fuorilegge è solo una messinscena per tacitare l'opinione pubblica e tenere il coperchio ben saldo sulla pentola in ebollizione, in realtà tutti si incontrano di nascosto con tutti e il presente e il futuro della città vengono delineati da accordi sottobanco che non traspaiono mai nelle vacue dichiarazioni pubbliche dei politici o dei vertici della polizia.
Il romanzo è stato pubblicato in italiano da Einaudi, in tedesco da Droemer (Corruption, 2017), spagnolo da RBA (Corrupción policial).

## Personaggi
Denny Malone: trentotto anni, fisico massiccio e sguardo minaccioso, pur dovendo obbedire formalmente al capitano Sykes è il leader indiscusso della Manhattan North Special Force (popolarmente detta Da Force) e il poliziotto più famoso di Harlem e, forse, di tutta New York. Di ascendenze irlandesi, è cresciuto a Staten Island ed è figlio di un poliziotto morto d'infarto quando Danny era bambino. Aveva un fratello di nome Liam che lavorava come pompiere ed è morto nell'attentato alle Torri Gemelle, a seguito di questo lutto sua madre si è chiusa in se stessa e ora soffre di Alzheimer. È un poliziotto che interpreta la legge a suo modo, andando molto oltre i codici e i manuali, e gestisce la sua zona come un regno personale: da anni accumula cospicui guadagni impossessandosi di una parte del denaro sporco che sequestra e incassa bustarelle dalla famiglia Cimino per chiudere un occhio sulle attività criminali minori come il gioco d'azzardo o la prostituzione. Separato dalla moglie Sheila, con cui ha avuto due figli ora preadolescenti di nome John e Caitlin, convive con Claudette.
Phil Russo: partner di squadra e amico fraterno di Malone fin dall'infanzia (i due sono cresciuti insieme a Staten Island), di origine italiane malgrado i capelli rossi lo facciano sembrare più irlandese di Malone. Proviene da una famiglia contigua alla mafia ma ha scelto di essere la “pecora bianca” diventando poliziotto, anche se condivide con Malone e Montague procedure poco ortodosse e bustarelle. Veste sempre abiti italiani di sartoria, è un eccellente tiratore con la pistola ed è invece scadente nel corpo a corpo: all'Accademia di Polizia Malone si metteva sempre in coppia lui lasciandosi immobilizzare e malmenare per evitargli di essere scartato. Sposato con Donna, ha tre figli.
William Montague: detto Big Monty a causa della mole imponente, è compagno di squadra di Malone e Russo e a loro legato da un'indissolubile amicizia. Afroamericano, cresciuto in una famiglia numerosa e povera di Harlem, ha scelto la divisa proprio perché da bambino aveva notato come i poliziotti non patissero mai la fame. Veste elegatissimo, come un professore universitario dell'Ivy League e ha un'intelligenza formidabile: sa giocare cinque partite a scacchi contemporaneamente vincendole tutte. Sposato con Yolanda, ha tre figli adolescenti.
Billy O'Neill: detto Billy O, era il quarto membro della squadra di Malone, il più giovane. Anch'egli di origini irlandesi, bello e per questo molto ricercato dalle donne, muore nell'assalto al magazzino di eroina di Diego Peňa lasciando la fidanzata Debbie incinta.
Dave Levin: è il sostituto di Billy O nella squadra di Malone, scelto e imposto dal capitano Sykes. Per questo motivo i tre membri anziani del team sono inizialmente diffidenti nei suoi confronti. Dave è un giovane agente ben istruito, di origini ebraiche e cresciuto nel ricco sobborgo di Riverdale. A detta della fidanzata Amy, che disapprova la sua scelta, ha voluto entrare nella task force per “una questione di machismo”.
Sykes: è il capitano che dirige la Manhattan North Special Force. Afroamericano, politicamente corretto nel linguaggio e rigidissimo nel rispetto delle regole e delle procedure, è molto ben visto dai dirigenti del NYPD. Gli agenti delle task force attive in strada invece non lo stimano perché lo considerano un poliziotto da ufficio e un carrierista. Con Malone il rapporto di diffidenza è reciproco ma nessuno dei due può fare a meno dell'altro: Sykes ha bisogno del suo più celebre agente operativo e questi non può osteggiare apertamente un comandante così ben visto ai piani alti di One Police.
Rafael Torres: di origini portoricane, è il leader di una squadra operativa di Da Force analoga a quella di Malone, con cui i rapporti non sono mai stati cortesi. Gli operativi alle sue dipendenze, il fedelissimo Jorge Gallina, il fumantino Ortiz e la bellissima ma micidiale Janice Tenelli hanno esattamente lo stesso modus operandi di Malone e i suoi e sono a libro paga di DeVon Carter. Torres e i suoi arrotondano ulteriormente i propri guadagni gestendo un giro di prostituzione.
Mc Givern: anziano ispettore di polizia, pezzo grosso del NYPD, di origini irlandesi come Malone, è stato collega e amico di suo padre ed è il principale sponsor di Danny a One Police. Da Force nasce da una idea sua e di Danny ed è finalizzata a contrastare congiuntamente omicidi e narcotraffico superando i limiti operativi dei due rispettivi reparti e attirandosi così l'invidia e l'odio sia della squadra Omicidi che della Narcotici. Membro di spicco della Emerald Society, è molto abile a muoversi sul piano politico e non disdegna le bustarelle.
Claudette: infermiera afroamericana di Harlem, molto attraente ma con una preoccupante storia di dipendenza da eroina, è l'attuale compagna di Malone.
O'Dell e Weintraub: agenti dell'FBI che indagano sulla corruzione nella polizia di New York, inizialmente in accordo con il procuratore Paz, in seguito indipendentemente e in contrasto con lei
Isobel Paz: di origini ispaniche, è l'avvenente, ambiziosa e durissima procuratore federale di New York South. Incastra Malone con un'intercettazione ambientale, inizialmente lavora in sinergia con gli agenti federali O'Dell e Weintraub, in seguito emerge una netta divergenza di finalità e interessi tra lei da una parte e i due uomini di Washington dall'altra.
Bryce Anderson: il principe degli immobiliaristi di Manhattan, pur non essendo direttamente impegnato in politica influenza ampiamente le scelte delle amministrazioni ed è in debito con Malone perché questi ha recuperato un video porno amatoriale della figlia studentessa di Anderson che l'ex fidanzato, che l'aveva girato e interpretato con lei, minacciava di diffondere in rete per estorcere denaro alla facoltosa famiglia.
Lou Savino: il capobastone a Manhattan North della vecchia famiglia Cimino, vanitoso e amante dei mafia movie, non si rende conto del forte rischio di declino della malavita italoamericana a New York. Disprezza l'attuale capofamiglia Steven Bruno ritenendolo troppo tirchio.
DeVon Carter: il boss del narcotraffico afroamericano ad Harlem, il suo regno è messo in serio pericolo dalla nascente mala dominicana.
Diego Peňa: il boss del cartello dominicano a Manhattan, si allea con la famiglia Cimino ma si attira le attenzioni di Da Force facendo massacrare l'intera famiglia (compresi tre bimbi piccoli) di Cleveland, il luogotenente di Carter. Ucciso dalla squadra di Malone nel corso dell'assalto al suo magazzino di eroina.
Carlos Castillo: cugino di Peňa, gli succede a capo del clan dominicano a Manhattan e vuole a tutti i costi uccidere Malone per vendicare il parente e predecessore.
Mary Hinman: pubblico ministero di origini irlandesi, ha a cuore la condanna dei criminali più pericolosi e per questo asseconda i poliziotti come Malone quando forzano le norme più garantiste
Gerald Berger: il migliore e il più caro avvocato penalista di New York, il suo onorario è di mille dollari l'ora. Malone lo odia e lo sbeffeggia chiamandolo Gerry Burger, è in realtà detestato da chiunque lo conosca: pubblici ministeri, giudici, poliziotti, guardie carcerarie, parenti delle vittime dei criminali che fa puntualmente assolvere scovando cavilli e vizi procedurali ma anche dai suoi stessi clienti, dal momento che alla fine del processo, anche se questo si conclude quasi sempre con una vittoria, tutto ciò che l'imputato possedeva (denaro, case, automobili, a volte anche la sua donna) diventa di Berger.
Nasty Ass: eroinomane afroamericano, è il più importante informatore di Malone.

## Trama
Denny Malone è il poliziotto più famoso di New York: lui e i suoi compagni di squadra Phil Russo, William Montague (detto Big Monty) e Billy O'Neill (detto Billy O) sono la punta di diamante della Manhattan North Special Force, da tutti ad Harlem chiamata semplicemente Da Force, e la Special Force è, a sua volta, il fiore all'occhiello del Dipartimento di Polizia della Grande Mela.
Magazzini pieni di eroina e crack, omicidi, rapine a mano armata e le peggiori violenze domestiche e sessuali sono il pane quotidiano di Da Force quando cala implacabile su Harlem come un vento freddo e impetuoso che spazza via i criminali e ristabilisce un minimo di ordine e di sicurezza per i più deboli e poveri: proprio ai più poveri, inoltre, Malone e la sua squadra a Natale regalano tacchini comprati di tasca propria.
Ma la verità non è solo questa e il problema non è tanto che Da Force non segua rigorosamente il manuale della polizia quando arresta e interroga i sospetti e non di rado, con il decisivo e convinto appoggio di procuratori compiacenti, aggiri e forzi le norme più garantiste come la legge Mapp pur di assicurare alla giustizia dei pericolosi delinquenti: il vero buco nero sono gli accordi inconfessabili stretti con i boss pur di mantenere l'ordine nelle strade e non avere eccessivi spargimenti di sangue in cambio di un tornaconto personale.
Perché si arricchiscono tutti: i criminali, gli avvocati difensori, i giudici corrotti che aggiustano le sentenze, gli immobiliaristi che investono sulle aree ripulite dal crimine, i procuratori distrettuali che usano la giustizia come vetrina e trampolino per lanciarsi in politica e solo i poliziotti rischiano la vita per pochi spiccioli?
Questa è la domanda che Malone, Russo e Montague hanno cominciato a porsi una volta esaurita la spinta idealistica dei primi anni di lavoro e la loro risposta è stata: pretendiamo anche noi la nostra fetta, per il bene delle nostre famiglie.
Così, Malone e i suoi hanno un esplicito accordo con Lou Savino, referente a Manhattan North della famiglia Cimino, da cui ricevono bustarelle che finiscono anche nelle tasche dell'ispettore Mc Givern, uno dei pezzi grossi di One Police, come è chiamata popolarmente la sede centrale del NYPD che si trova al civico 1 di Police Plaza, mentre Rafael Torres, capo di un'altra unità di Da Force, è a libro paga di DeVon Carter, il boss del narcotraffico afroamericano ad Harlem.
Torres e Malone si trovano così in contrasto quando quest'ultimo, su mandato del capitano Sykes, che dirige la Manhattan North Special Force e che è apparentemente un poliziotto rigoroso e incorruttibile (ma quanto vi è di sincero nel suo ferreo rispetto delle regole e quanto è solo carrierismo, si chiedono i poliziotti di strada di Da Force?) ferma una fornitura illegale di armi destinata a Carter, che intendeva scatenare una guerra contro l'emergente cartello dominicano di Carlos Castillo.
Castillo è il cugino e il successore di Diego Peňa, un narco che era stato eliminato qualche mese prima da Malone e dalla sua unità nel corso di un sequestro di eroina nel quale aveva trovato la morte Billy O'Neill, poi rimpiazzato nella squadra da David Levin, un giovane agente collocato a fianco di Malone, Russo e Montague da Sykes e per questo motivo subito sospettato dai tre di essere una spia del capitano o addirittura del temutissimo Internal Affairs Bureau (IAB), che gli agenti di Da Force chiamano esplicitamente la Squadra Infami. 
Anche la vicenda Peňa, un sequestro di 50 kg di eroina che aveva rappresentato un record e portato alle stelle la popolarità di Da Force, aveva però il suo lato oscuro: i chili di eroina presenti nel magazzino erano in realtà 70, i venti non dichiarati erano infatti stati trafugati e nascosti da Malone, Russo e Montague al fine di metterli in commercio tramite i Cimino lontano da Manhattan una volta calmate le acque e assicurare così un avvenire tranquillo alle proprie famiglie o avere a disposizione un fondo di emergenza nel caso le procedure d'indagine illegali e i guadagni ricavati dai “lavoretti” collaterali (anche su incarico di pezzi grossi come l'immobiliarista Bryce Anderson) che i tre svolgevano da anni fossero stati oggetto d'indagine dello IAB o dell'FBI.
Malone comincia a sospettare che il suo periodo da “re di Manhattan North”, temuto e rispettato da tutti, sia prossimo alla fine proprio quando, parlando con lui nel giro di pochi giorni, sia Lou Savino che DeVon Carter che il collega Torres fanno maliziosamente accenno ai chili di eroina mancanti del sequestro Peňa.
I suoi timori si materializzano una notte poco dopo Natale, allorché viene fermato da due agenti federali, O'Dell e Weintraub, che collaborano con Isobel Paz, il procuratore federale di New York South. I tre gli fanno ascoltare un'intercettazione ambientale in cui riceve una bustarella da un avvocato difensore a cui ha procurato un cliente e lo pongono di fronte a due alternative: il carcere per lui e, presto, anche per Russo e Montague, o una piena collaborazione con l'indagine in corso finalizzata a smascherare la rete di corruzione esistente tra avvocati difensori e poliziotti. Malone, pur odiando gli infami, inizia a collaborare proprio per difendere i suoi due partner e fraterni amici ma ben presto scoprirà che l'indagine punta proprio al cuore di Da Force e che Paz è mossa nel suo furore investigativo da ambizioni politiche: è infatti una fedelissima del sindaco di New York, a sua volta in aperto conflitto con il capo della polizia, e punta a succedergli dopo che il primo cittadino della Grande Mela avrà spiccato il volo per una carriera politica nazionale.
Smascherare le carte dei suoi avversari non aiuterà però Malone, che vede collassare su di sé tutto il suo sistema e il suo mondo proprio mentre Castillo, che gli ha giurato vendetta per l'uccisione di Peňa, si accinge a invadere le strade di Harlem con un fiume di eroina e New York viene messa a ferro e fuoco dopo che un grand jury ha dichiarato non perseguibile penalmente un agente di polizia di nome Hayes che mesi prima aveva ucciso Michael Bennett, un ragazzo nero disarmato.
Nell'ora di massimo pericolo per la città i potenti hanno così ancora bisogno di Danny Malone, che stabilisce un prezzo per la sua ultima collaborazione.

## Riferimenti a vicende reali
Anche se la trama e i personaggi sono immaginari, vi sono, come in tutte le opere di Winslow, precisi riferimenti a realtà storiche.
Il sindaco di New York del romanzo, sempre citato senza nome, ha in comune con l'allora primo cittadino della Grande Mela Bill de Blasio un forte radicamento elettorale nelle minoranze etniche, mentre le ambizioni di Isobel Paz, che da procuratore federale di New York South vorrebbe diventare sindaco richiama la carriera di Rudolph Giuliani, che ricoprì la medesima carica prima di essere eletto sindaco.
Giuliani è esplicitamente citato in più passi, sia in riferimento ai suoi successi contro le famiglie mafiose italo-americane come procuratore federale (le famiglie ebbero vita dura da fine anni Ottanta fino al 2001, quando l'attentato alle Torri Gemelle fece spostare molti agenti federali dalla lotta alla mafia all'antiterrorismo, ridando fiato a Cosa Nostra) che riguardo al sostanziale fallimento, sul lungo periodo, della tolleranza zero, qui chiamata con il suo nome originale di teoria delle finestre rotte: in sostanza, molti poliziotti passavano la giornata a scrivere verbali per infrazioni minori (piccoli vandalismi, parcheggi in doppia fila...) mentre i trasgressori venivano chiamati in Tribunale, perdendo giornate di lavoro, per pagare multe che spesso non erano in grado di rifondere e così, non di rado, finivano in carcere per infrazioni di poco conto, tutto ciò ovviamente oltre a sovraffollare le carceri di Rikers Island suscitava odio e malcontento contro la polizia nei quartieri popolari.
Nel libro è presente anche un breve excursus storico sulle precedenti task force della polizia operanti in passato a New York, tutte incentrate sull'idea di combattere congiuntamente narcotraffico e omicidi, dal momento che i secondi sono nella maggior parte dei casi legati al primo.
Si parla così della Divisione in Borghese negli anni Sessanta e Settanta, poi distrutta dal caso Serpico, che aveva quasi annientato il NYPD, poi era succeduta la SIU, Special Investigative Unit, che aveva effettuato arresti e retate importanti ma era implosa perché i suoi membri erano stati sorpresi a impossessarsi di beni confiscati ai gangster, infine, negli anni Novanta, la SCU, Special Crimes Unit, sciolta dopo che un'unità composta da agenti con poca esperienza aveva trucidato con 41 colpi di pistola il giovane studente disarmato Amadou Diallo nel Bronx la notte del 4 febbraio 1999.
Nella vicenda narrativa del libro ha una rilevante importanza la cosiddetta 'Legge Mapp: secondo essa, un agente di polizia, per poter fare irruzione in un'abitazione privata in assenza di un mandato di un giudice deve avere una causa probabile che stia avvenendo un delitto, ad esempio udire uno sparo o un grido d'aiuto. 
In assenza di mandato o di causa probabile, infatti, tutte le prove incriminanti raccolte durante l'irruzione sono considerate "frutto di un albero avvelenato" e non valide ai fini processuali.
Se però sulla scena vi sono armi da fuoco “in piena vista” la causa probabile diventa immediata e l'agente è autorizzato all'irruzione: nella vicenda narrata dal romanzo ciò porta gli agenti di Da Force a mettere nelle mani di delinquenti già freddati delle armi provenienti dai magazzini della polizia per avere ex post la pezza giustificativa della presenza di armi “in piena vista”.
In un passo del libro si chiarisce inoltre come la polizia sia fortemente avversa all'National Rifle Association of America e, in generale, al diritto di chiunque a possedere un'arma, sancito dal II emendamento della Costituzione degli Stati Uniti d'America, narrando come spesso le forze dell'ordine arrivino a lanciare nei quartieri ad alta densità criminale campagne in cui si offre del denaro a chi consegna armi.

## Edizioni
- Don Winslow, Corruzione, traduzione di Alfredo Colitto, Stile Libero Big, Einaudi, 2017, ISBN 978-88-06-23062-3.